# Cornale e Bastida
Cornale e Bastida település Olaszországban, Lombardia régióban, Pavia megyében. Lakosainak száma 798 fő (2023. január 1.). Cornale e Bastida Casei Gerola, Silvano Pietra, Mezzana Bigli, Corana, Sannazzaro de’ Burgondi és Isola Sant’Antonio községekkel határos.

## Népesség
A település lakossága az elmúlt években az alábbi módon változott:
| Lakosok száma | 870  | 869  | 798  |
|               | 2017 | 2018 | 2023 |